# Insomniac
Insomniac är Green Days fjärde studioalbum, utgivet den 10 oktober 1995. Insomniacs Europaturné ställdes in efter en rad konserter på grund av att bandmedlemmarna kände sig utslitna av allt turnerande. Bandet blev nominerat för en Grammy och en MTV Video Music Award för låten "Walking Contradiction" som bästa musikvideo och musikvideon med bäst specialeffekter.

## Låtförteckning
All sångtext är skriven av Billie Joe Armstrong och Mike Dirnt, om inget annat anges, alla låtar är komponerade av Green Day, om inget annat anges.
| Nr  | Titel                                                                    | Längd |
| --- | ------------------------------------------------------------------------ | ----- |
| 1.  | Armatage Shanks                                                          | 2:16  |
| 2.  | Brat                                                                     | 1:43  |
| 3.  | Stuck with Me (Storbritannien #24)                                       | 2:15  |
| 4.  | Geek Stink Breath (USA #3)                                               | 2:15  |
| 5.  | No Pride                                                                 | 2:19  |
| 6.  | Bab's Uvula Who?                                                         | 2:08  |
| 7.  | 86                                                                       | 2:47  |
| 8.  | Panic Song (text av Mike Dirnt)                                          | 3:35  |
| 9.  | Stuart and the Ave.                                                      | 2:03  |
| 10. | Brain Stew (USA #3, på singeln är Jaded en direkt fortsättning på låten) | 3:12  |
| 11. | Jaded                                                                    | 1:30  |
| 12. | Westbound Sign                                                           | 2:13  |
| 13. | Tight Wad Hill                                                           | 2:01  |
| 14. | Walking Contradiction (Storbritannien #23)                               | 2:31  |